# Beyoğlu, Tuzluca
Beyoğlu là một xã thuộc huyện Tuzluca, tỉnh Iğdır, Thổ Nhĩ Kỳ. Dân số thời điểm năm 2011 là 74 người.